# 藝術銀行
藝術銀行（ Art Bank ）即參考銀行的借貸，透過收購藝術品並提供長短期的租賃服務為主要業務的一種藝術機構。

## 起源

### 當代藝術市場蓬勃發展
1950年代加拿大藝術發展受到美國藝術的感染與啟發，加拿大當地的文化機構及商業畫廊等紛紛開始著重當代藝術的推廣，國家文化政策上積極鼓勵公共藝廊、商業畫廊、獨立收藏家及個人藝術家的投身與參與，並贊助各項公共藝文活動與計畫，活躍國內外藝術產業。1957年，加拿大政府成立加拿大國家藝術委員會（The Canada Council for the Arts），為加拿大最高文化管理機構，提供各種方案贊助藝術產業。
1972年，加拿大國藝會成立的加拿大藝術銀行（The Canada Council Art Bank）為藝術銀行之先驅，以當代藝術的收藏和租賃為主要業務，對於刺激及活絡加拿大當代藝術的市場佔有舉足輕重的歷史意義。
而後藝術銀行概念延伸到全世界，依據不同國家的政治與文化環境發展出不同經營方式。現今已經有不少國家陸續成立藝術銀行，且有些國家的私人銀行也開始設立，將藝術銀行業務歸類於私人銀行業務中的私人資產管理，形成兩種不同類型的藝術銀行。

## 類型
藝術銀行在發展中形成兩種不同的經營模式，可分為兩種類型 : 藝術銀行 Art Bank 及 藝術銀行業務 Art Banking

### 藝術銀行（Art Bank）
泛指以藝術品為租賃單位的委託機構，通常是指由政府出資或由非政府的文化藝術機構自費建立，透過購買優秀藝術家的作品，再將作品租賃給政府部門、公共空間、私人企業或個人顧客用於陳列、裝飾、收藏等，並從而獲得營運資金的藝術機構。 例如: 台灣藝術銀行、加拿大藝術銀行、澳洲藝術銀行。

### 藝術銀行業務（Art Banking）
指私人銀行或商業銀行專門為頂級客戶所提供的藝術品投資相關銀行服務，此業務源於銀行高端客戶對藝術品或藝術資產配置的需求，而銀行為了滿足這些客戶的需求，提供與藝術品相關的服務，如藝術品的鑑賞、購買、收藏、規劃等。 例如: JP摩根大通銀行、瑞士銀行、德意志銀行。
無論是提供「藝術銀行業務（Art Banking）」的商業銀行，或是身為藝術機構的「藝術銀行（Art Bank）」，都使藝術市場的參與者大量增加，前者以服務小眾頂級客戶為主，在藝術家與投資者之間建立了重要的平台，也協助商業銀行的客戶解決藝術資產規劃及管理問題，而後者的功能更為深遠，不僅支援了藝術家的成長，而且增加了民眾接觸藝術的機會，兩者皆對藝術市場產生了重大影響。

## 臺灣藝術銀行

### 發展
臺灣文化部於2012年10月宣布啟動臺灣藝術銀行的藝術品租賃計畫，由政府購買本國藝術家的作品，並以出租的方式租賃作品給政府部門、公私立法人團體或民間企業。
2013年文化部以「自己的環境自己創造，自己的藝術家自己疼愛」的理念出發，委託國立臺灣美術館執行藝術銀行計畫，能讓臺灣的孩子隨時接觸藝術，浸潤在美學世界裡。也能讓臺灣的公共空間，展示創作真跡，而不再只有複製畫。
2021年5月起文化部委託財團法人臺灣美術基金會辦理藝術銀行計畫業務，以「扶植潛力藝術家」及「推廣全民美學」為藝術銀行計畫執行方向，結合文化平權、藝術近用權的概念持續推動公民美學 ，並打造全新視覺形象轉型再出發。
截至目前藝術銀行購藏超過2,521件臺灣當代藝術作品，提供公私立機構「只租不賣」的藝術品租賃服務，透過藝術介入空間，展現機構的價值、活力和創意。

### 營運項目

#### 1. 作品購藏
藝術銀行每年常態性進行作品購入計畫公開徵件，受理國內藝術家投件，購入通過審查之作品。鼓勵具潛力的藝術家創作，持續推動國內藝術文化的發展，發掘更多的新銳藝術家。

#### 2. 作品租賃
藝術銀行針對承租人的需求及空間條件，提供客製化的「全流程服務」，從作品選件、空間評估及展示設計、經費估算等量身規劃； 並代為處理作品包裝、運輸、保險、展示空間施作及佈卸展服務。流程如下：租賃申請→藝術諮詢→作品選擇→簽約→運輸及佈卸展 

#### 3. 圖像授權
在收購藝術品時，藝術銀行有義務與藝術家協商著作權的授權程度，用以提供數位圖像授權服務，讓各個產業、創意人以及設計師能夠將藝術銀行購藏之作品進一步開發成衍生商品，使藝術陪伴生活。

#### 4. 舉辦主題展
藝術銀行將收藏的作品舉辦不同形式的主題展開放大眾參觀，連結合作過的企業空間與在地社區空間，透過展示讓不同客群看見，走入生活當中，也為藝術銀行開拓更多產業別的合作。

## 效益與省思
藝術銀行的營運能夠活化國家的當代藝術市場，成為藝術家嶄露頭角的機會，許多藝術銀行也與企業合作推廣展覽與藝文活動，使藝術能夠融入生活，培養全民美學素養。但藝術銀行的作用與存在意義，以及應該在藝壇扮演什麼樣的角色，是每個國家與相關機構必須經常檢討與思考的重要課題。

## 外部連結
- Artbank, The Australian Government Office for the Arts（澳洲藝術銀行網頁） （页面存档备份，存于）
- The Canada Council Art Bank（加拿大藝術銀行網頁） （页面存档备份，存于）
- 台灣藝術銀行 （页面存档备份，存于）